# 바이에른 공국
바이에른 공국(독일어: Herzogtum Bayern)은 6세기 메로비우스 왕조에서 시작된 카롤링거 제국의 변경 지역이였다. 바이에른인 부족들이 이곳에 정착하고 프랑크 왕국의 지배권 하에 있는 공작들의 통치를 받았다. 9세기 말 카롤루스 제국의 쇠퇴 시기에 이 지역에서 새로운 공국이 만들어졌다. 독일 왕국과 신성 로마 제국으로 발전하는 동프랑크 왕국의 부족공국 중 하나가 되었다.
오토 왕조 시기의 내부 갈등으로, 바이에른 지역은 976년에 새롭게 생겨난 케른텐 공국의 분리로 상당히 줄어들었다. 1070년과 1180년 사이 신성 로마 황제들은 다시 바이에른, 특히 공작 가문 벨프가과 겨루었다. 벨프 가문과 호엔슈타우펜가 사이의 최후의 분쟁에서 하인리히 사자공은 추방당했고 그의 바이에른과 작센 영지들을 신성 로마 황제 프리드리히 바르바로사에게 몰수당했다. 프리드리히 1세는 바이에른을 비텔스바흐 가문에게 넘겨주었고 비텔스바흐 가문은 선제후국을 거쳐 바이에른 왕국이 멸망하는 1918년까지 바이에른을 보유하게 되었다. 바이에른 공작들은 1623년 30년 전쟁 기간에 선제후국로 승격했다.

## 지리
중세 바이에른 부족공국은 오늘날의 독일 남부와 도나우강을 따라있는 오스트리아 대부분, 동쪽으로 라이타강 지류를 따라 뻗어있는 헝가리 국경까지에 해당했다. 노르트가우 변경백령 (이후 오버팔츠)과 같이 오늘날 바이에른 주의 알트바이에른이 포함되었으며, 슈바벤과 프랑켄 지역들을 제외되었다. 976년 케른텐 공국의 분리는 오늘날 슬로베니아의 인접한 크란스카 지역 뿐만 아니라 오늘날 오스트리아의 케른텐주와 슈타이어마르크주를 포함한 넓은 동알프스 지역들의 상실을 일으켰다. 동쪽의 오스트리아 변경백국 - 현재의 니더외스터라이히와 대략적 일치 - 역시도 1156년에 자신들만의 권리를 갖고 공국으로 승격했다.
수 세기가 흘러, 옛 부족공국에 있던 지역에서 티롤 백작령 또는 잘츠부르크 대주교령등이 제국 칙령을 얻어 분리독립을 하였다. 1500년부터 이 제국의 제후국들은 바이에른 관구의 회원국이다.

## 역사

### 옛 부족공국
옛 바이에른 공국의 기원은 551/555년으로 추적해볼 수 있다. 연대기 작가 요르다네스의 저술서 게티카에서 그가 서술하길: "슈바벤인들의 지역은 동쪽으로는 바르바리이족, 서쪽으로는 프랑크족들이 있다 ..."

#### 아기롤핑거 가문
제1공국이 막을 내릴때까지, 그곳의 모든 통치자들은 아기롤핑거 가문의 후손들이였다. 바이에른인들은 노르트가우 변경백령에서 나프강을 따라 동쪽으로는 엔스강까지 남쪽으로는 브레너 고개를 넘어 오늘날 남티롤의 아디제강 상류에 해당하는 지역들을 식민화하였다. 처음으로 기록된 공작은 프랑크족 계열의 아기롤핑거 가문의 후예 바이에른의 가리발트 1세로, 넓은 자치성을 가진 메로빙거 왕조의 봉신으로서 555년부터 다스렸다.
동쪽 국경에 568년 인접한 지역인 보헤미아 숲 너머로 서슬라브족의 부족인 체코인들의 정착과 더불어 같은 시기 판노니아 유역에서 이탈리아 북부로 향하는 서게르만족의 부족 롬바르드족들의 이주와 잇따른 아바르족의 이주등 변화가 일어났다. 743년 경에 바이에른 공작 오딜로는 아바르족의 침입으로부터 보호를 요청하던 카란타니야 (이후 케른텐 변경백령과 거의 유사)의 슬라브족 유력자들을 봉신화시켰다. 넓은 자치권을 지닌 아기롤핑거 공작들의 거처는 도나우강에 있는 과거 로마의 도시 카스트라 레기나 (Castra Regina)인 레겐스부르크였다.
기독교화 기간에 주교 코르비니아노는 724년 이전에 시간이 흘러 프라이징 교구의 토대를 세웠고; 7세기에 성 킬리안은 당시 튀링겐 공작이 다스리던 북쪽의 프랑켄 지역 선교를 했고, 742년 보니파시오가 그곳에 뷔르트부르크 교구를 세웠다. 레히 강 서쪽의 인접한 알레만니족 (슈바벤인)의 땅인 아우구스부르크는 주교구였다. 보니파시오가 739년 파사우 교구를 설립할 당시에 그는 지역에 초기 기독교 전통을 이전에 설립하는게 가능했었다. 남쪽에서는 성 루프레히트는 696년에 잘츠부르크 교구를 세웠으며, 아마 이후 그는 레겐스부르크에 있는 바이에른 공작의 궁정에서 바이에른의 테오도 2세를 세례를 해주며, “바이에른의 사도”가 되었다. 798년 교황 레오 3세는 잘츠부르크를 관구장으로, 레겐스부르크, 파사우, 프라이징, 사벤 (이후 브릭센)을 속교구로 하는등의 바이에른의 관구들을 신설했다.

### 카롤링거
카롤링거 왕조의 프랑크 제국의 부흥과 함께, 메로빙거 왕조 시절의 바이에른 공작들의 자치권은 사라졌다: 716년에 카롤링거 왕들은 튀링겐 공작이 한때 지녔던 북쪽의 프랑켄 지역들을 합병하였고, 그것으로 뷔르츠부르크 주교들이 높은 위치를 얻었다. 서쪽에서는 카롤링거 왕조의 궁재 카를로마누스는 746년 칸슈타트 피의 재판으로 알레만니인들의 최후의 반란을 진압했다. 바이에른 공작 타실로 3세가 롬바르드족들과의 동맹을 통해 자치권을 유지하려던 헛된 노력을 한 뒤, 바이에른은 768년에 마지막으로 통합된 옛 부족공국이 되었다. 샤를마뉴의 랑고바르드 왕국 정복은 타실로의 몰락을 수반했고, 788년에 폐위됐다. 바이에른은 프랑크족 행정관의 관리를 받았다.

### 신 부족공국

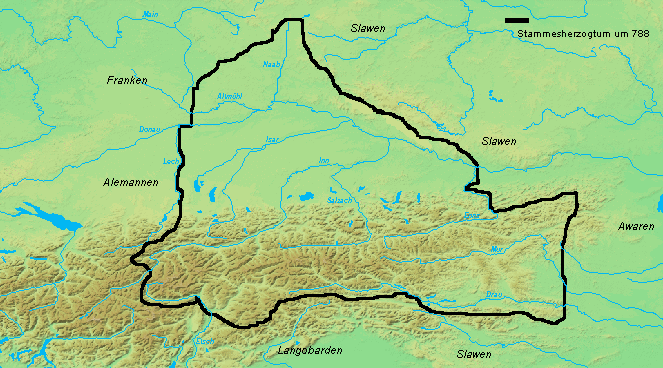
788년 경의 바이에른

817년 상속 협정으로, 샤를마뉴의 아들이자 후계자 루도비쿠스 1세 피우스는 카롤링거 제국의 통합을 유지하려 노력했다:그의 죽음으로 제국의 권위는 그의 맏아들 로타리우스 1세에게 넘겨진 반면에 어린 동생들은 제국 아래에 있는 왕국들을 받았다. 825년부터 루도비쿠스 2세 게르마니쿠스는 그의 권력의 중림지가 되었던 바이에른의 영지에서 “바이에른의 왕”이라 칭하였다. 형제들이 843년 베르됭 조약으로 제국을 나눌때, 바이에른은 루도비쿠스 2세 게르마니쿠스가 다스리는 동 프랑크 왕국의 일부가 되었고, 그 사후에 바이에른의 왕실 작위는 876년 그의 맏아들 카를로마누스에게 전해졌다. 옛 카란티야에서 자란 카를로마누스의 친아들 아르눌푸스 카린티아에는 880년 그의 아버지가 사망할 때 케른텐 변경백령 영토를 얻었고 887년에는 동 프랑크 왕국의 왕이 되었다. 케른텐와 바이에른은 정권의 본거지가 있는 레겐스부르크와 함께 그의 권력의 기반이였다.
바이에른인들의 지원으로 인하여, 아르눌푸스는 887년에 카롤루스를 상대로 야전에서 이길 수 있었고 다음 해 독일왕으로서 그의 선출을 확고히 했다. 899년 바이에른은 통치시기에 번번히 헝가리인들의 약탈이 일어났던 루도비쿠스 4세 인판스에게 넘어갔다. 이 습격에 대한 저항은 점점 약해졌고, 907년 7월 5일 거의 모든 바이에른 부족들이 그 무시무시한 적들을 상대로 프레스부르크 전투에서 몰살 당했다.
루도비쿠스 4세 인팍스 통치 시기, 바이에른의 넓은 영지를 보유한 샤이에른 백작 루이트폴트는 바이에른 방어를 위해 남동쪽 변경에 세워진 케른텐 변경백령을 다스렸다. 그가 907년 대전투에서 전사한 후, “악한”이라는 별칭을 지닌 그의 아들 아르눌프는 동맹을 맺은 헝가리인들과 남은 바이에른 부족들을 결집하여 911년 바이에른 공작이 되었으며, 그의 통치하에서 바이에른과 케른텐이 하나로 합쳐졌다. 독일왕 콘라두스 1세는 아르눌프가 그의 왕의 우위성을 인정하는걸 거부하자 공격했으나 실패했다.

#### 루이트폴딩거 가문과 오토 왕조

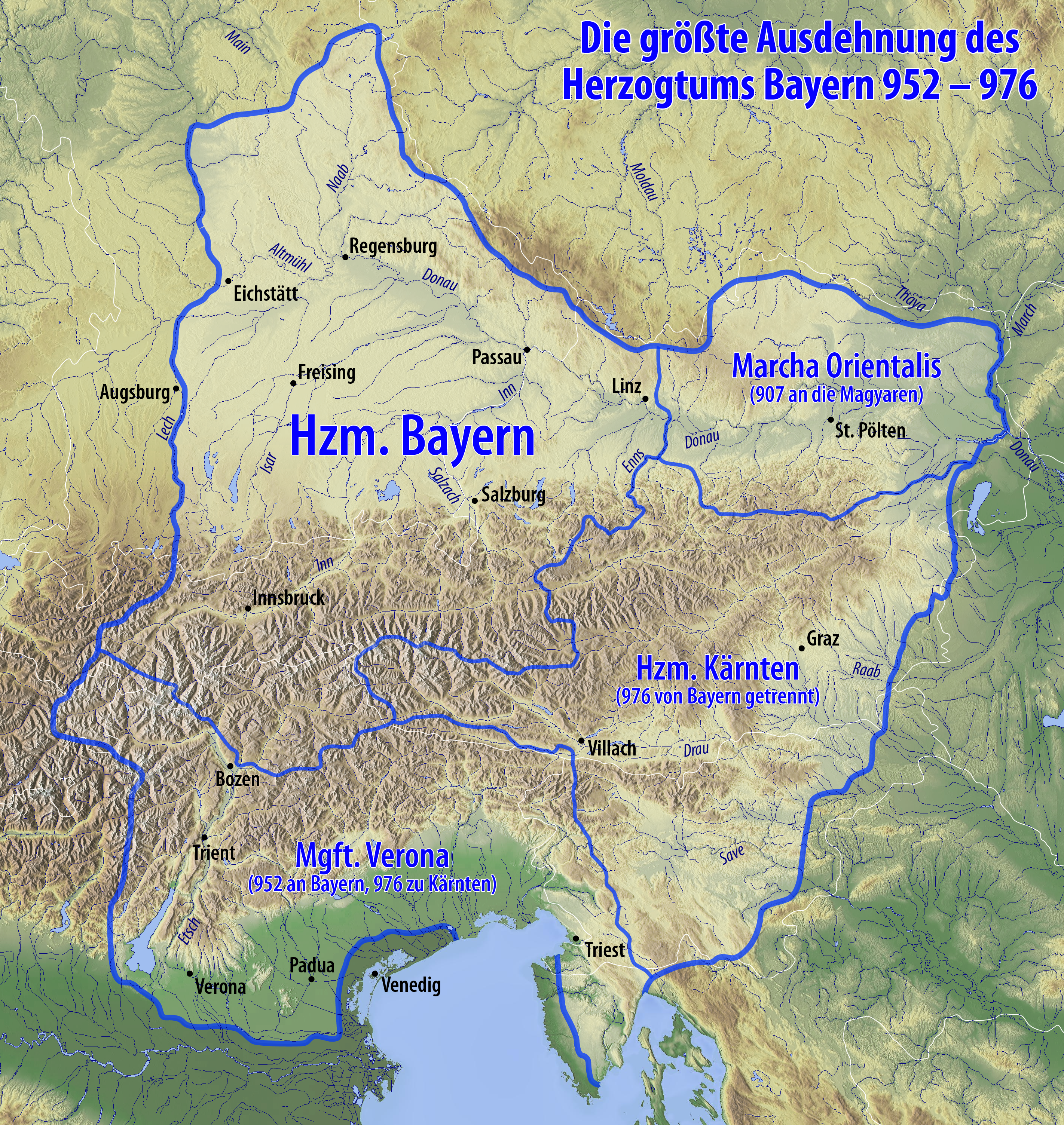
오스트리아, 케른텐, 베로나 변경백령을 지닌 976년의 바이에른

동 프랑크 왕국의 카롤링거 왕조의 통치는 아르눌푸스의 아들 루도비쿠스 4세 인판스가 후계자를 두지 못하고 사망하며 막을 내렸다. 중앙 정권의 부재는 독일의 부족공국들의 권력 증대를 불러왔다. 그 당시 동 프랑크 왕국, 특히 엔스 강 너머 바이에른의 오스트리아 변경백령 (marchia orientalis)은 헝가리인들의 침입으로 인한 커져가는 위협에 노출되어 있었다. 907년 바이에른 변경백 루이트폴트의 병력들이 프레스부르크 전투에서 괴멸을 당했다. 루이트폴트는 전투 중에 전사했고 그의 아들 아르눌프는 공작 작위를 맡아, 루이트폴딩거 가문 출신의 첫 바이에른 공작이 되었다. 하지만 오스트리아 변경백령은 헝가리인들에게 점령된 상태였고 판노니아 영토를 영영 상실하고 말았다.
그럼에도 자신감 넘치는 바이에른 공작들은 새롭게 세워진 독일 왕국과 분쟁을 겪고 있었다: 공작 아르눌프의 아들 에버하르트는 938년 독일의 왕 오토 1세에게 폐위를 당했으며, 그의 자리는 막내 동생 베르톨트가 이어받았다. 948년 오토는 결국엔 루이트폴링거 가문의 영향력을 박탈하고 그의 막내 동생 하인리히 1세를 바이에른 공작으로 세웠다. 늦은 베르톨트 공작의 미성년자 후계자인 하인리히 3세는 바이에른의 궁중백이라는 직위로 얼렁뚱땅 넘어가졌다. 루이트폴딩거 가문의 영향력을 되찾으려는 마지막 시도로서 참여한 오토의 아들인 슈바벤 공작 리우돌프의 반란은 954년에 진압되었다.
952년 공작 하인리히 1세는 오토 1세가 이탈리아의 베렌가리우스 2세에게서 차지한 베로나 변경백령을 받았다. 그는 여전히 헝가리인들의 위험을 대처해야할 필요가 있었고, 이들의 위협은 955년 레히펠트 전투에서 오토의 승리가 있을 때까지 완전히 제거되지 못 했다. 마자르족들이 라이타강과 모라바강 너머로 퇴각하면서, 오늘날의 니더외스터라이히, 이스트리아, 크란스카 지역들로의 독일인들의 두번째 동방식민운동의 물결이 촉진되었다. 색슨 왕가의 분가 중 하나인 하인리히 1세의 오토 왕조 후손들의 통치에도 불구하고, 독일 (962년부터는 신성 로마 제국)왕궁에서의 바이에른 공작 분쟁은 계속되었다: 976년 신성 로마 황제 오토 2세는 그의 반항적이던 사촌인 바이에른 공작 하인리히 2세를 폐위시켜버리고 옛 바이에른의 영토에 케른텐 공국을 세우고 옛 루이트폴딩거 가문 출신의 궁정백 하인리히 3세에게 주었고, 동시에 그는 베로나 변경백이 되었다. 하인리히 2세가 985년에 오토의 미망인 테오파누와 화해하고 그의 공국을 되찾았음에도, 바이에른 공작들의 영향력은 오스트리아 변경백령을 통치하며 점점 더 독립성이 높아지던 프랑켄의 바벤베르크 가문의 성장으로 인해 더욱 감소하였다.

#### 벨프 가문

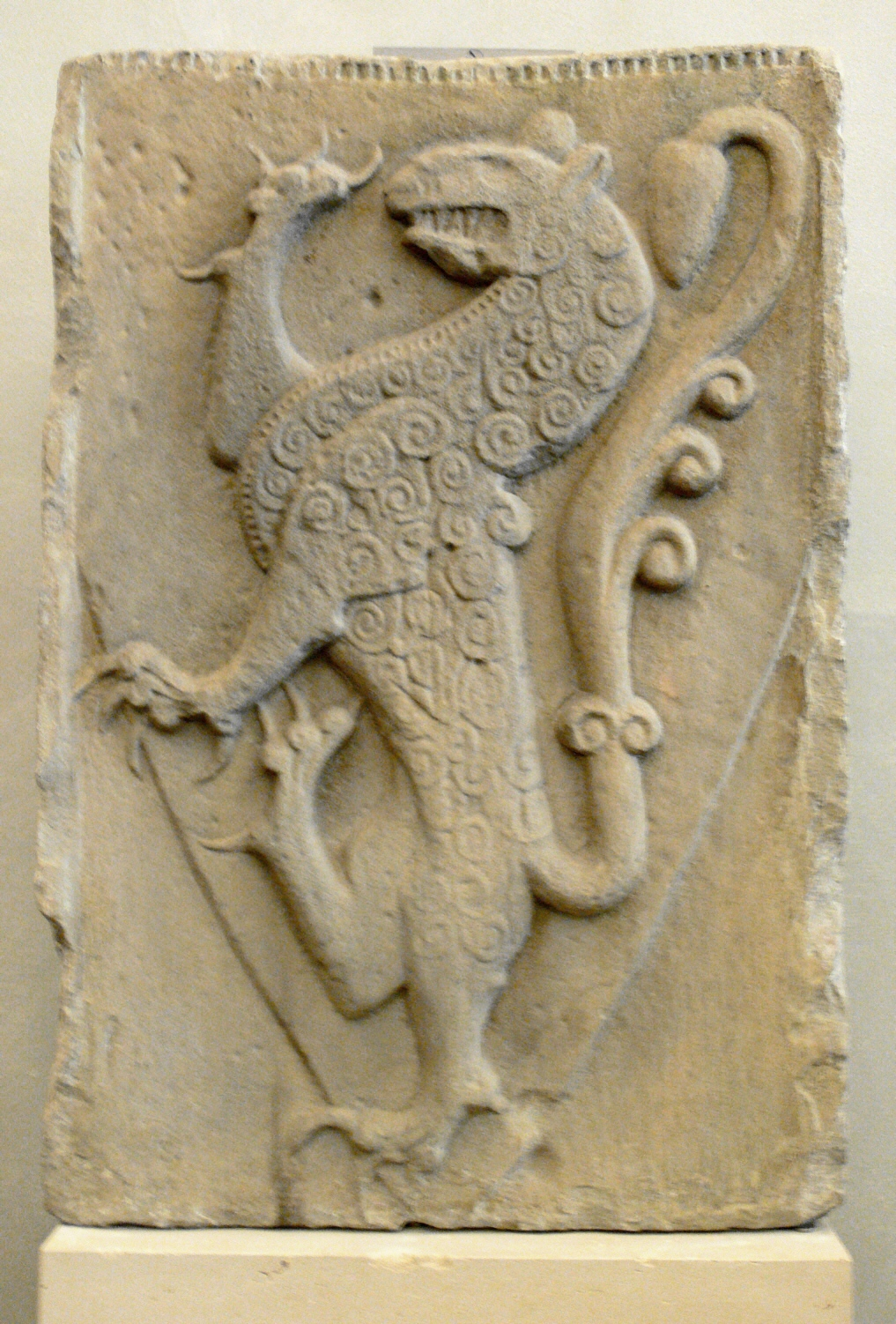
벨프 가문의 문장

마지막 오토 왕조 출신 공작, 하인리히 2세의 아들 하인리히 3세가 1002년 로마인의 왕으로 선출됐다. 하인리히의 잘리어 후계자들이 유지한 전통에서 종속된 공작이나 심지어는 황제의 아들에 의해 여러번 바이에른 공국은 동군연합으로 독일왕들의 통치를 받았다. 이 시기는 안데흐 백작이나 비텔스바흐 가문 같은 많은 귀족 가문들의 성장이 있었다. 1061년 황후 푸아투의 아녜스는 작센 백작 노르트하임의 오토에게 봉토 하사를 했다. 그런데 그녀의 아들 로마왕 하인리히 4세는 불합리적인 곳에 있는 공국을 다시 차지했고 이것은 궁극적으로 1073년 작센 봉기을 일으켰다. 하인리히는 바이에른을 베로나의 후작이던 에스테 가문의 후손 중 한 명이자 앞으로 110년을 간헐적으로 공국을 통치한 벨프 가문의 조상인 벨프에게 맡겼다.
하인리히 4세에 의해 1070년부터 공작으로서의 벨프 가문의 통치 설립은 바이에른 공작의 재출현뿐이였다. 이 시기는 황제와 교황 사이의 서임권 투쟁이 특징이다. 교황의 편에 서면서 벨프 가문의 통치가 강해졌다.
로마인의 왕 선출에서 슈바벤의 호엔슈타우펜 가문과의 분쟁은 호엔슈타우펜의 콘라트 3세를 택해지고 1139년에 바이에른이 바벤베르크 가문에게 주어진 것으로 끝이 났다. 슈바벤 지역은 호엔슈타우펜 가의 통치 기간에 넓은 농촌이였다. 프랑켄도 점점 호엔슈타우펜의 힘의 중심지가 되어갔다. 프랑켄은 밤베르크 교구를 세우며 뷔르츠부르크 주교의 우위권을 얻었고, 새로운 세속 통치자는 벨프와의 화해를 시도한 호엔슈타우펜의 프리드리히 1세에게 패배했고 1156년에 오스트리아 변경백령을 제외한 바이에른을 벨프 가문 하인리히 사자공에게 돌려주었다.
떨어져나간 오스트리아 변경백령은 이후 오스트리아 (Ostarrichi)의 중심이 되는 특권을 지닌 새로운 공국이며 바벤베르크 가문의 소유였다. 사자공 하인리히는 1158년에 뮌헨을 포함한 많은 도시들을 세웠다. 작센과 바이에른 두 공국의 통치자라는 강력한 그의 지위에도 불구하고, 프리드리히 1세 바르바로사와의 분쟁으로 이어졌다. 사자공 하인리히의 추방과 1180년에 사적 공국으로서  슈타이어마르크의 분리는 신 부족공국은 끝이 났다.

### 비텔스바흐 가문

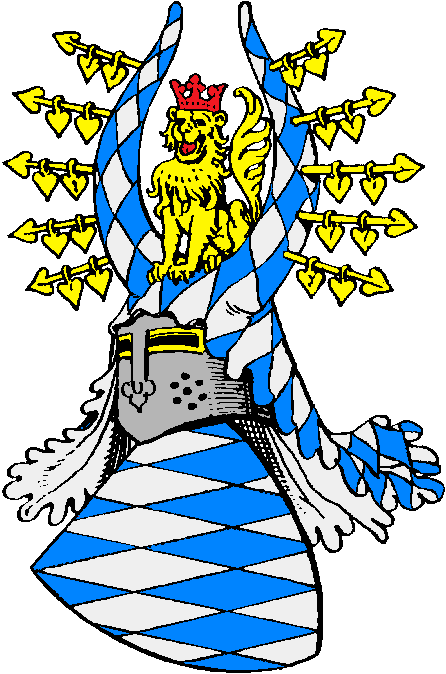
보겐, 나중에는 비텔스바흐 가문의 문장

1180년부터 1918년까지, 비텔스바흐 가문은 공작, 이후에는 선제후, 왕으로서 바이에른의 통치자였다. 비텔스바흐 가문의 궁정백 오토 6세가 1180년 바이에른 공작 오토 1세가 되었고, 비텔스바흐 가문의 재산은 훨씬 나빴다. 하지만 다음 해 쟁취, 혼인, 상속을 통해 증가되었다. 새롭게 획득한 영토는 더 이상 봉지로 주어지지 않고, 하인들에 의해 관리되었다. 또한 안데흐 백작들 같은 강력한 가문들이 이 시기에 사라졌다. 오토의 아들 비텔스바흐의 루트비히 1세는 1214년에 라인 궁정백령을 받았다.
이 당시 많은 곳들과는 반대로, 비텔스바흐 가문에게 장자 계승에 대한 선호가 없었기 때문에, 1255년에 팔츠(궁정백령)와 노르트가우 (뮌헨 중심)가 있는 상바이에른과 하바이에른 (란츠후트와 부르크하우젠 위치)의 분열이 있었다. 오늘날까지 상, 하바이에른이 구별된다 (예시: Regierungsbezirke).
잠깐의 재통합을 겪은 후 다시 분열이 되었음에도 바이에른은 1328년에 비텔스바흐 가문 출신 첫 신성 로마 황제가 된 루트비히 4세로 새로운 높은 권력을 얻었다. 그러나 새롭게 획득한 브란덴부르크 (1323년), 티롤 (1342년), 네덜란드의 홀란트, 제일란트, 프리슬란트, 에노 지역들은 그의 후임자들 시기에 상실하고 만다. 1369년에 티롤은 셰르딩 조약으로 합스부르크 가문에게 내주고 만다. 룩셈부르크 지역도 1373년에 네덜란드의 백작령들도 1436년에 부르고뉴 공국에게 잃고 만다. 1329년 파비아 조약에서 황제 루트비히는 팔츠 지역을, 라인팔츠와 이후 오퍼팔츠라고 불리게 될 지역으로 그의 소유권을 분할했다. 그럼에 따라, 궁중백에게 주어지는 선제후 작위를 상실했다. 1275년 바이에른 공작의 제한적인 통치를 인정하던 바이에른의 잘츠부르크는 최종적 단계에 이르렀다. 잘츠부르크 대주교는 1328년 그들만의 법령을 발표했고, 잘츠부르크는 신성 로마 제국내 넓은 독립 국가가 되었다.

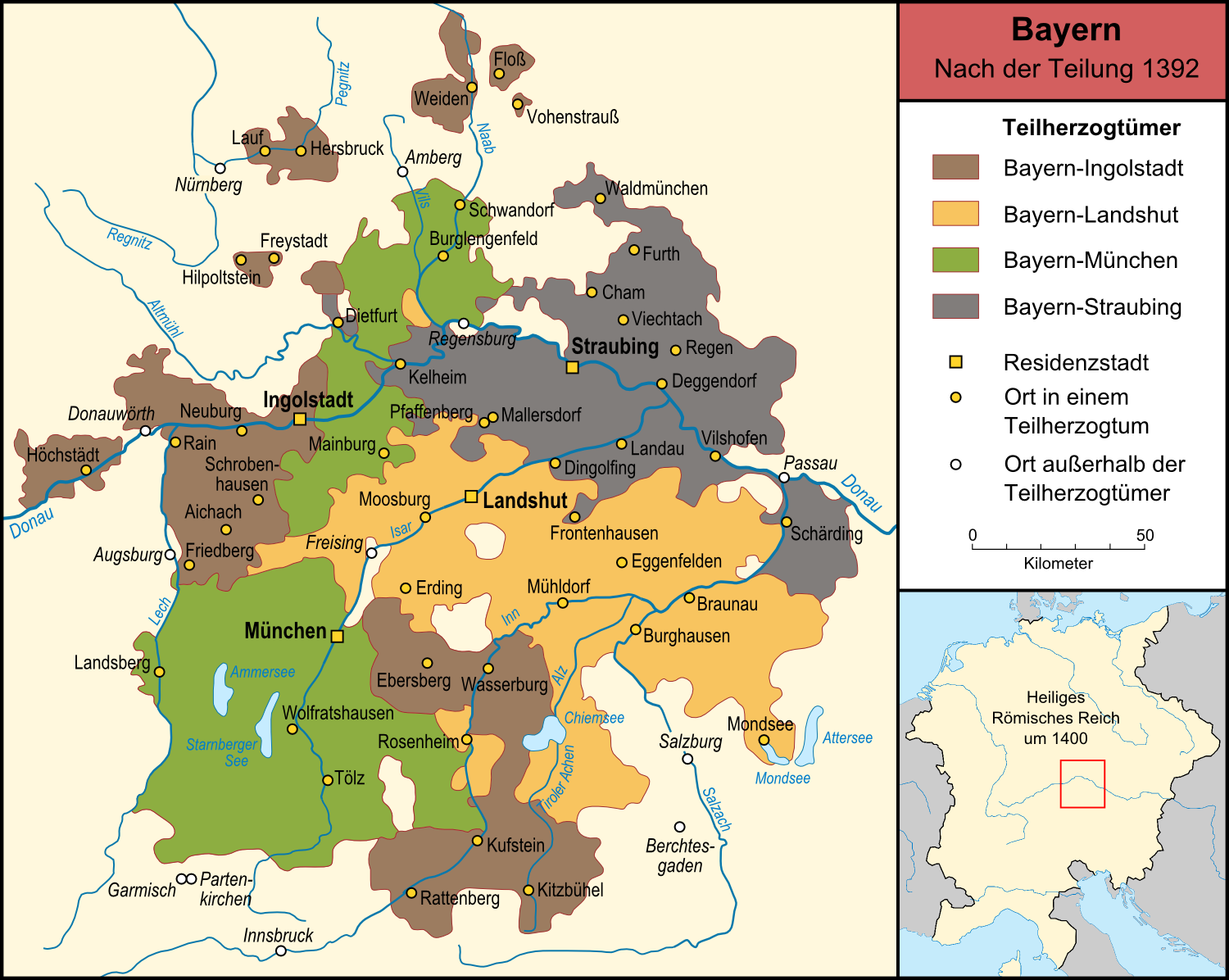
1392년 분열 이후 바이에른의 영지

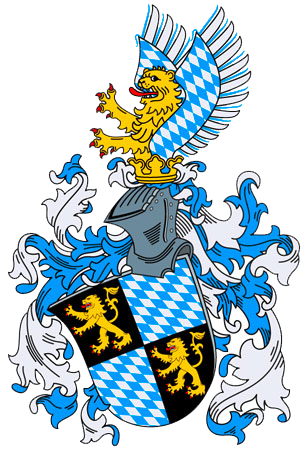
비텔스바흐 가문의 문장

14, 15세기에 상, 하바이에른은 반복적으로 분할되었다. 1392년 분열 이후에는 바이에른슈트라우빙, 바이에른란츠후트, 바이에른잉골슈타트, 바이에른뮌헨등 4개의 공국이 존재했다. 이 공작들은 서로를 상대로 자주 전쟁을 벌였다. 바이에른뮌헨 공작 알브레히트 4세가 전쟁, 장자 상속제를 통해 1503년 바이에른을 통일해냈다. 하지만 티롤의 쿠프슈타인, 키츠뷔엘, 라텐베르크에 있는 본래 바이에른의 직위들을 1504년에 상실하였다.
1506년 칙령에도 불구하고, 알브레히트의 장자 빌헬름 4세는 1516년에 동생 루트비히에게 바이에른을 공유할 것을 강요받았고, 이 합의는 1545년 루트비히가 사망할 때까지 지속됐다. 빌헬름은 보헤미아와 헝가리의 왕 페르디난트 1세와 린츠 조약을 맺은 1534년까지 합스부르크 가문을 적대시하는 비텔스바흐 가문의 전통을 따랐다. 이 관계는 보헤미아 왕위 계승 사태에서 신성 로마 황제 카를 5세를 지지하며 슈말칼덴 동맹 기간 바이에른 공작의 도움을 얻은 1546년에 더욱 강해졌고, 라인 궁정백이 갖고 있는 선제후권을 누렸다. 빌헬름에게도 바이에른 지역의 가톨릭교회를 지켜내는데 중요한 시기이기도 했다. 개혁 교리는 공작이 교황으로부터 주교들과 수도원들에 대한 추가 권한을 얻었을 때 공국 내에서 상당한 진척이 있었다. 그후로 그는 신교도들을 억누르를 조치를 취하였고, 많은 신교도들이 추방당했으며, 반면에 1541년에 그가 초청한 예수회 성직자들은 독일 지부의 본부인 잉골슈타트 예수회 학교를 세웠다. 1550년 3월에 빌헬름이 사망했고, 페르디난트 1세의 딸과 혼인한 그의 아들 알브레히트 5세가 그 뒤를 이어받았다. 그의 통치 초기 시절에 여전히 바이에른에서 강력한 이들이던 신교도들에 일부 허가를 했었다. 하지만 1563년에 그는 트리엔트 공의회의 칙령들을 지지하며 자세를 바꾸어, 반종교 개혁 활동을 추진했다. 예수회의 손에서 서서히 교육이 실시되면서, 개신교의 진행은 바이에른에서 효과적으로 멈추었다.
다음 공작이자 알브레히트의 아들 빌헬름 5세는 예수회의 교육을 받았고 예수회 교리에 열중한 관심을 보여주었다. 그는 1583년에 형제 에른스트를 위해 쾰른 대주교직을 마련해주었고, 이 직위는 200년 가까이 그의 가문에 유지되었다. 1597년 그는 아들 막시밀리안 1세를 위해 퇴위하였다.
막시밀리안은 1세는 바이에른 공국이 빚과 혼란으로 가득차 있음을 발견하고, 그의 강력한 통치 10년간은 눈에 띄울 만한 변화를 가져왔다. 재정과 사법 체계가 재조직되었고, 몇몇 작은 지역들은 공작의 권한 하에 들어갔다. 이에 대한 결과는 공국 내 통합과 질서였고 이것은 막시밀리안 1세가 30년 전쟁에서 중요한 역할을 할 수 있게 했다. 30년 전쟁 초기에 그는 1356년 이래로 비텔스바흐 본가가 누리던 선제후 직위와 오버팔츠를 차지하며 큰 성공을 거뒀다. 그렇게 세워진 바이에른 선제후령은 오늘날의 오버바이에른, 니더바이에른, 오버팔츠의 대부분으로 구성되었다.

## 같이 보기
- 바이에른 역대 통치자